# لامونت بارنز
لامونت بارنز (بالإنجليزية: Lamont Barnes)‏ مواليد 4 سبتمبر 1978 في ليكسينغتون، هو لاعب كرة سلة أمريكي. بدأ مسيرته الاحترافية في سنة 2000. يلعب في الدوري الإسباني لكرة السلة الدرجة الثانية كلاعب وسط. يحمل الرقم 19. يبلغ طوله 6 قدم 10 بوصة (2.1 م).

## المسيرة الاحترافية
لعب مع شارني سووبسك في سنة 2000، ثم لعب مع سكافاتي باسكت في موسم 2002–2003، ثم لعب مع جاي دي أيه ديجون في الدوري الفرنسي في سنة 2004، ثم لعب مع نادي ليون لكرة السلة في الدوري الإسباني في موسم 2004–2005، ثم لعب مع بروجوس دي جواياما في سنة 2005.

## روابط خارجية
- لامونت بارنز على موقع الدوري الأوروبي لكرة السلة (الإنجليزية)
- لامونت بارنز على موقع الدوري الإسباني لكرة السلة (الإسبانية)
- لامونت بارنز على موقع كرة السلة الأوروبية.كوم (الإنجليزية)
- لامونت بارنز على موقع كلية كرة السلة في سبورتس رفرنس.كوم (الإنجليزية)
- لامونت بارنز على موقع ريلجم (الإنجليزية)
- لامونت بارنز على موقع بروبوليرز (الإنجليزية)
- لامونت بارنز على موقع سبورتس رفرنس (الإنجليزية)